# Moonshell
Moonshell is een homebrew-multimediaspeler voor de Nintendo DS. Het is een van de bekendste Nintendo DS homebrew-software.
Het programma ondersteunt DPG videobestanden, MP3 / OGG / MOD / SPC / MDX / GBS / HES / NSF / XM / MIDI / low bit rate AAC audio / non-progressive JPEG / BMP / GIF / PNG afbeeldingen en tekstbestanden. Moonshell speelt filmpjes op volledig scherm met 20fps en breedbeeldfilmpjes met 24fps. Moonshell ondersteunt stereogeluid. Beide schermen van de DS worden gebruikt, waarbij op het onderste scherm het filmpje onder andere gepauzeerd of verder gespoeld kan worden met behulp van de knoppen of het touchscreen.
Moonshell wordt meegeleverd met de firmware van diverse flashkaarten voor de DS, zoals bij de N-Card, R4, Cyclo DS, AceKard en M3 Simply. Dit is echter versie 1 van Moonshell die een vrij spartaanse uitrusting/bediening heeft. Op de officiële website is Moonshell 2 te downloaden die ook de Nederlandse taal ondersteunt (Moonshell 1 was enkel in het Japans en Engels) en de bediening en uitrusting zijn vele malen beter.

## Omzetten naar DPG
Vrijwel elk los videobestand, zoals AVI of MPG kan worden omgezet naar een DPG-bestand. Dit kan met behulp van de gratis programma's dpgenc, BatchDPG of iWisoft Video Converter. Er zijn ook commerciële oplossingen zoals DPG-converter van Xilisoft. Dit programma heeft als voordeel dat het makkelijker te bedienen is. Maar de DPG-bestanden zijn niet beter dan die van de gratis oplossingen.